# Ahmed Tibi
Pour les articles homonymes, voir Tibi (homonymie).
Ahmed Tibi est un homme politique arabe israélien né le 19 décembre 1958 (son nom est orthographié Ahmad Tibi dans les publications anglophones, en arabe : أحمد الطيبي).

## Biographie
Ahmed Tibi grandit à Tayibe, une localité arabe en Israël. Il raconte avoir un « souvenir très précis de [son] enfance. Nos écoles étaient vétustes, et quand nous allions dans les villes israéliennes voisines comme Kfar Saba, on se demandait déjà pourquoi les Juifs avaient des établissements plus modernes que les nôtres. » Il situe le début de sa prise de conscience politique à la mort du président égyptien Gamal Abdel Nasser, en 1970, auquel sa famille et de nombreux Palestiniens vouaient une grande admiration.

### Engagements auprès de Yasser Arafat
Après avoir achevé ses études de médecine, il rencontre à Tunis Yasser Arafat, le dirigeant de l’OLP en exil après avoir été chassé du Liban par l’armée israélienne lors de l'invasion de ce pays en 1982, et devient son conseiller. Dans les années 1990, il participe indirectement aux accords d’Oslo en organisant la première rencontre officielle de Yasser Arafat avec le Premier ministre israélien Itzhak Rabin. Puis, en 1998, il est membre de la délégation palestinienne qui négocie les accords de Wye Plantation, un plan censé conditionner un retrait israélien de la Cisjordanie mais qui ne sera jamais mis en œuvre. 

### Député israélien
Il démissionne de ses fonctions auprès de l'Autorité palestinienne en 1999 pour se présenter à la Knesset, le parlement israélien. Il est élu sur la liste d'union arabe pour le parti Ta'al (Mouvement arabe pour le renouveau).
En tant que parlementaire, Ahmed Tibi est engagé en particulier contre les discriminations dont sont sujets les Arabes israéliens et revendique une égalité civique et politique totale pour l'ensemble des Israéliens. Il milite aussi contre le racisme visant les Éthiopiens.
Pour Ahmed Tibi, la Knesset est avant tout une tribune de protestation contre la politique israélienne et l’occupation des territoires palestiniens. Il compare la situation des Palestiniens de Cisjordanie à l’apartheid et décrit les factions armées palestiniennes, qualifiées de « terroristes » par l’État israélien, comme des « mouvements de libération nationale ». Il défend la solution à deux États pour résoudre le conflit et mettre fin à la colonisation.
Pour la droite israélienne, Ahmed Tibi est un traître. Avigdor Liberman a déclaré à plusieurs reprises que Ahmed Tibi représentait un plus grand danger pour la sécurité d’Israël que le Hamas et le Jihad islamique palestinien. En 2002, le député d'extrême-droite Michael Kleiner engage une action contre lui pour le priver du droit de se rendre dans les territoires palestiniens occupés. L’année suivante, il est privé du droit de se représenter aux élections par la Commission électorale nationale. Dans les deux cas, la Cour suprême israélienne est intervenue pour faire annuler ces décisions.
En février 2006, Ta'al, le parti laïc d'Ahmed Tibi, constitue une coalition avec le parti islamique d'Ibrahim Sarsur. Tous deux ont affirmé leur volonté de défendre l'identité culturelle et religieuse des Arabes israéliens face à un système juridique qui, affirment-ils, priverait les non-juifs de l'exercice de leurs droits. Pour autant, il a dit ne pas souhaiter pour l'instant que sa ville passe sous l'autorité de Mahmoud Abbas et soutient le mouvement BDS malgré la loi israélienne anti-boycott.
Trois membres de sa famille habitant la bande de Gaza (Sahar Tibi, professeure d'université, Faisal Tibi, étudiant, et Ahmed Tibi, un enfant de 10 ans) sont tués dans un bombardement israélien sur le camp de réfugiés de Nousseirat, en janvier 2024, pendant la guerre de Gaza.